# Dylan P. Hannon
Dylan P. Hannon ( 1964 ) es un botánico, curador, y explorador estadounidense Desarrolla actividades científicas y académicas en la Universidad del Sur de Florida.
Ha hecho exploraciones botánicas a Honduras, Guatemala, y México; y es curador del Conservatorio y Colecciones Tropicales, Huntington Botanical Gardens, San Marino, California.

## Algunas publicaciones
- valerie Soza, michael Wall, dylan Hannon. 2003. Experimental Introduction of the Ventura Marsh Milkvetch (Astragalus Pycnostachyus Var. Lanosissimus) at Carpinteria Salt Marsh Reserve and McGrath State Beach. Ed. Rancho Santa Ana Bot. Garden, 60 pp.
- La abreviatura «D.P.Hannon» se emplea para indicar a Dylan P. Hannon como autoridad en la descripción y clasificación científica de los vegetales.[6]